# クリスチャン・ベロア
クリスチャン・M・ベロア（Cristian M. Berroa , 1979年4月27日 - ）は、ドミニカ共和国出身の元プロ野球選手（内野手）。

## 来歴・人物
1996年にサンディエゴ・パドレスと契約してプロ入り。
2001年にヒューストン・アストロズに移籍し、AA級ラウンドロック・エクスプレス、AAA級ニューオーリンズ・ゼファーズに初昇格したが、1年で退団。
2002年はコロラド・ロッキーズ傘下、2003年はワシントン・ナショナルズ傘下とピッツバーグ・パイレーツ傘下の主にA級でプレーした。
2005年に中日ドラゴンズの入団テストを受け、バッティングと送球が評価され合格。しかし一・二軍ともに公式戦出場はなく、同年9月5日に自由契約となった。
2006年はイタリアンベースボールリーグのオレル・アンツィオでプレー。
2007年はアメリカ独立リーグ・アトランティックリーグのカムデン・リバーシャークスでプレー。この年限りで現役を引退した。

## 詳細情報

### 年度別打撃成績
- 一軍公式戦出場なし

### 背番号
- 95 （2005年）